# 就在日落以後巡迴演唱會
就在日落以後巡迴演唱會（英語：“AUT NIHILO” Sun Yanzi in Concert）是新加坡女歌手孫燕姿第5次個人大型巡迴演唱會，也是其庆祝出道25周年巡演，于2025年4月5日起一连4场在新加坡室内体育馆揭開序幕。

## 背景
2024年10月14日，孙燕姿正式宣布展开「就在日落以后」巡回演唱会，同时释出巡演主视觉海报。首站于2025年4月5日和6日在新加坡起跑，完成新加坡站后将前往上海、深圳、北京、南京、重庆，而台湾、马来西亚、香港也在计划之中。「就在日落以后」巡回演唱会是呼应4年前的「就在日落以前」20周年巡演计划，名称源自2019年7月推出的单曲〈守护永恒的爱〉的一段歌词，“就在日落以前，我们会再见面”。那时巡演受疫情影响全面停摆，时隔4年，孙燕姿将巡演计划更名为“就在日落以后”重新开始。而巡演的外文名「AUT NIHILO」源起拉丁文，翻譯為「或者什麼都不是」，意謂著跌跌撞撞的人生，有時覺得或許自己什麼都不是，又或許應該抓住所有的過去，奮不顧身地再向前進。
2024年11月1日，首站新加坡的两场门票火速售罄，为响应广大粉丝的号召，主办方宣布在2025年4月12日和13日加开两场。11月26日，《鏡週刊》報導稱孫燕姿團隊沒能順利申請到台北小巨蛋檔期，孫燕姿對此相當沮喪。至於是否會考慮大巨蛋？團隊則表示「這要跟藝人討論，但目前沒有這個想法。」
2025年4月，巡演于新加坡室内体育馆正式揭开序幕，一连4场座无虚席，共吸引28,000名乐迷到场。以「極美、未知、夢境、生活、人物」五大環節，打造全感官音樂展演。

## 制作
演唱会舞台设计概念上围绕活著与生命的矛盾，演出内容以「极美、未知、梦境、生活、人物」五大环节呈现。主舞台由LED螢幕組成半圓形穹頂，營造出極美日落氛圍，烟火、星环、浮云与花田轮番上阵，声光效果层层堆叠，视觉震撼值直接拉满。演唱會近3小時，與現場觀眾共振情感。舞美團隊邀來多位巨星的御用舞監黄国荣，以及14位舞者，展示全新舞台動作。演唱會環節間隙，更有“AI孫燕姿”的精彩影片，現場歌迷跟隨著影片中的主角進入一趟時空旅程。
新加坡场以71公尺宽、14.5公尺高的LED银河墙、19公尺长延伸舞台，刷新新加坡室内演唱会纪录。而在中国大陆的场次均在户外体育场演出，舞台规格亦再度升级。

## 場次列表
| 日期           | 城市   | 場館                   | 動員人數 | 備註         |
| -------------- | ------ | ---------------------- | -------- | ------------ |
| 2025年4月5日   | 新加坡 | 新加坡室内体育馆       | 28,000   |              |
| 2025年4月6日   | 新加坡 | 新加坡室内体育馆       | 28,000   |              |
| 2025年4月12日  | 新加坡 | 新加坡室内体育馆       | 28,000   |              |
| 2025年4月13日  | 新加坡 | 新加坡室内体育馆       | 28,000   | 嘉宾：林俊杰 |
| 2025年4月26日  | 上海   | 上海体育场             | 92,000   |              |
| 2025年4月28日  | 上海   | 上海体育场             | 92,000   |              |
| 2025年5月16日  | 深圳   | 深圳大运中心体育场     |          |              |
| 2025年5月18日  | 深圳   | 深圳大运中心体育场     |          |              |
| 2025年6月13日  | 北京   | 国家体育场 (鸟巢)      | 120,000  |              |
| 2025年6月15日  | 北京   | 国家体育场 (鸟巢)      | 120,000  |              |
| 2025年7月18日  | 青岛   | 青岛市民健身中心体育场 | 90,000   |              |
| 2025年7月20日  | 青岛   | 青岛市民健身中心体育场 | 90,000   |              |
| 2025年8月16日  | 高雄   | 高雄巨蛋               | 22,000   |              |
| 2025年8月17日  | 高雄   | 高雄巨蛋               | 22,000   |              |
| 2025年9月19日  | 重庆   | 重庆市奥林匹克体育中心 |          |              |
| 2025年9月21日  | 重庆   | 重庆市奥林匹克体育中心 |          |              |
| 2025年10月24日 | 南京   | 南京奧體中心體育場     |          |              |
| 2025年10月26日 | 南京   | 南京奧體中心體育場     |          |              |

## 曲目
Act 1：極美 Opening
1. 我要的幸福
2. 超快感
3. 綠光
4. 神奇
5. 我的愛 (結尾含兩句〈我不愛〉片段)

Act 2：未知
1. 克卜勒
2. 沒有人的方向
3. 我不難過
4. 隱形人
5. 奔

- 新加坡站至上海站第1場此Act額外演唱了〈另一張臉〉
- 新加坡站第4場將〈我不難過〉替換為〈開始懂了〉
- 高雄站將〈隱形人〉替換為〈我也很想他〉

Act 3：夢境
1. 風箏
2. 逃亡
3. 完美的一天
4. The Moment

Act 4：生活
1. 隨堂測驗
2. 真的
3. 點歌環節1(各場次點歌曲目詳情見附表)
4. 點歌環節2(各場次點歌曲目詳情見附表)
5. 祝你開心

Act 5
1. 遇見
2. 我懷念的
3. 平日快樂
4. 第一天
5. 逆光

Act 6
1. 天黑黑
2. Stefanie
3. 日落

- 高雄站第2場ENCORE演唱了〈尚好的青春〉和〈開始懂了〉

| 場次              | 點歌PK               | 點歌PK               | 勝出                 |
| ----------------- | -------------------- | -------------------- | -------------------- |
| 2025-04-05 新加坡 | 《風衣》             | 《愛情證書》         | 《愛情證書》         |
| 2025-04-05 新加坡 | 《她說》             | 《尚好的青春》       | 《尚好的青春》       |
| 2025-04-06 新加坡 | 《開始懂了》         | 《同類》             | 《同類》             |
| 2025-04-06 新加坡 | 《當冬夜漸暖》       | 《風衣》             | 《當冬夜漸暖》       |
| 2025-04-06 新加坡 | /                    | /                    | 《開始懂了》         |
| 2025-04-12 新加坡 | 《任性》             | /                    | 《任性》             |
| 2025-04-12 新加坡 | 《直來直往》         | 《半句再見》         | 《直來直往》         |
| 2025-04-12 新加坡 | 《我也很想他》       | 《我也很想他》       | 《我也很想他》       |
| 2025-04-13 新加坡 | 《一樣的夏天》       | 《半句再見》         | 《半句再見》         |
| 2025-04-13 新加坡 | 《她說》             | 《我不難過》         | 《她說》             |
| 2025-04-26 上海   | 《雨還是不停地落下》 | 《雨還是不停地落下》 | 《雨還是不停地落下》 |
| 2025-04-26 上海   | 《同類》             | 《我也很想他》       | 《我也很想他》       |
| 2025-04-26 上海   | /                    | /                    | 《同類》             |
| 2025-04-28 上海   | 《雨天》             | 《開始懂了》         | 《開始懂了》         |
| 2025-04-28 上海   | 《風衣》             | 《當冬夜漸暖》       | 《當冬夜漸暖》       |
| 2025-04-28 上海   | 《風衣》             | 《風衣》             | 《風衣》             |
| 2025-05-16 深圳   | 《一樣的夏天》       | 《漩渦》             | 《漩渦》             |
| 2025-05-16 深圳   | 《愛情證書》         | 《一樣的夏天》       | 《愛情證書》         |
| 2025-05-18 深圳   | 《我也很想他》       | 《一樣的夏天》       | 《一樣的夏天》       |
| 2025-05-18 深圳   | 《雨天》             | 《作戰》             | 《雨天》             |
| 2025-05-18 深圳   | 《直來直往》         | 《當冬夜漸暖》       | 《當冬夜漸暖》       |
| 2025-06-13 北京   | 《銀泰》             | 《開始懂了》         | 《開始懂了》         |
| 2025-06-13 北京   | 《我也很想他》       | 《銀泰》             | 《銀泰》             |
| 2025-06-15 北京   | 《和平》             | 《尚好的青春》       | 《尚好的青春》       |
| 2025-06-15 北京   | 《和平》             | 《同类》             | 《和平》             |
| 2025-06-15 北京   | /                    | /                    | 《同類》             |
| 2025-07-18 青島   | 《愛情證書》         | 《任性》             | 《愛情證書》         |
| 2025-07-18 青島   | 《很好》             | 《天天年年》         | 《天天年年》         |
| 2025-07-20 青島   | 《半句再見》         | 《很好》             | 《很好》             |
| 2025-07-20 青島   | 《Leave Me Alone》   | 《半句再見》         | 《半句再見》         |
| 2025-07-20 青島   | /                    | /                    | 《Leave Me Alone》   |
| 2025-08-16 高雄   | 《任性》             | 《濃眉毛》           | 《任性》             |
| 2025-08-16 高雄   | 《濃眉毛》           | 《餘額》             | 《餘額》             |
| 2025-08-16 高雄   | /                    | /                    | 《濃眉毛》           |
| 2025-08-17 高雄   | 《很好》             | 《雨還是不停地落下》 | 《很好》             |
| 2025-08-17 高雄   | 《尚好的青春》       | 《任性》             | 《任性》             |
| 2025-08-17 高雄   | /                    | /                    | 《了解》             |

## 人员
- 艺人经纪－Make Music
- 演唱会制作－必应创造
- 主办方
  - 新加坡－Make Music、IMC Live Global
  - 上海－杰鑫文化
  - 深圳/北京－替恩替文化
  - 高雄－Live Nation Taiwan、環球音樂、Make Music、寬魚國際
  - 重庆－河岳文化
  - 南京－雲声音乐